# Термодинамическая диаграмма

График адиабаты (жирная линия) на p, V-диаграмме газа

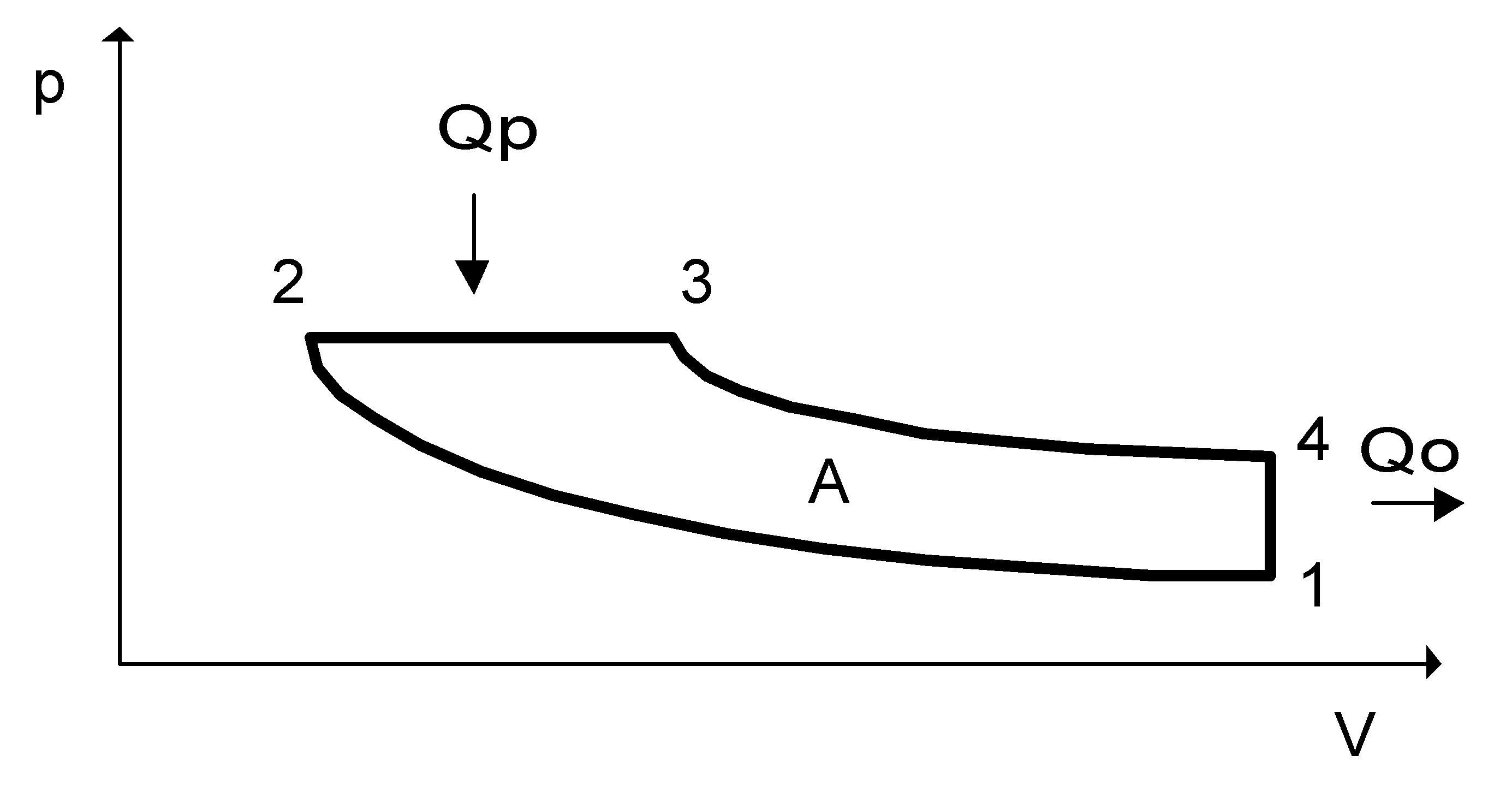
p, V-диаграмма цикла Дизеля

Термодинамическая диаграмма (термодинамическая диаграмма состояния) представляет собой график, на котором по осям системы координат откладывают значения термодинамических параметров или функций состояния; каждая точка на диаграмме соответствует определённому состоянию термодинамической системы, а линия соответствует термодинамическому процессу.
Термодинамические диаграммы, на которых изображены кривые фазового равновесия, называют фазовыми диаграммами. Для многокомпонентных систем по осям координат может откладываться состав.
Термодинамическая диаграмма наглядно отображает изменение свойств системы при изменении её параметров, и по этой причине представляет собой удобный инструмент анализа термодинамических процессов, включая циклы. Вместо трёхмерной диаграммы обычно используют одну из трёх двумерных диаграмм-развёрток. Линия, изображающая процесс на плоскости, представляет собой проекцию трёхмерной кривой, поэтому один и тот же процесс на разных диаграммах может выглядеть по-разному.
Термодинамическую диаграмму (термодинамическую диаграмму состояния) следует отличать от диаграммы состояния; последний термин используют как синоним фазовой диаграммы.